# Францони, Джованни
Джованни Францони (итал. Giovanni Franzoni; 8 ноября 1928, Варна — 13 июля 2017, Canneto Sabino, Лацио) — итальянский христианский коммунист и диссидент-теолог. Бывший бенедиктинец, был аббатом храма Сан-Паоло-фуори-ле-Мура с 1964 по 1973 год. Занявшись активизмом и политикой, был лишён сана Папой Павлом VI в 1976 году.

## Биография
Был итальянцем по происхождению, родившимся в Варне (Болгария), где его родители обосновались по работе. Вернулся в Италию и провёл юность во Флоренции. Являлся членом Ордена Святого Бенедикта с 5 июля 1951 года, завершив богословское обучение в Папском университете святого Ансельма. Рукоположен в священники 25 января 1955 года, начав свою службу во Флоренции и преподавание историю и философию в колледже бенедиктинского аббатства Фарфа. Являлся автором многочисленных теологических трудов.
В марте 1964 года избран аббатом Сан-Паоло-фуори-ле-Мура, одного из самых популярных храмов в Риме. В этом качестве участвовал в двух последних сессиях Второго Ватиканского собора, будучи самым молодым из отцов собора. Некоторые из его отчётливо левых политических позиций, такие как несогласие с конкордатом между государством и церковью, осуждение войны во Вьетнаме и солидарность с рабочей борьбой «Жаркой осени» 1969 года, вызвали противодействие Святого Престола, который предложил ему уйти в отставку с должности настоятеля аббатства в 1973 году, через несколько дней после публикации пастырского послания «Земля принадлежит Богу». В 1974 году выступил за свободу католиков голосовать на референдуме по разводу, что также вызвало резкую критику со стороны церковных иерархов и христианско-демократических политиков.
В итоге лишён сана Папой Павлом VI, с которым он спорил по вопросам теологии во время Холодной войны, после того, как объявил о своём намерении голосовать на всеобщих выборах 1976 года за Итальянскую коммунистическую партию, к которой Джованни Францони присоединился в июне того же года. Остался активен в движеии низовых христианских общин, инициативах в области экуменизма и солидарности. Сотрудничал с журналом «Confronti», который основал в 1973 году под названием «Com-Nuovi Tempi». Был одним из поборников диалога христиан с марксистамии освободительными движениями в Латинской Америке.
Являлся давним борцом за мир, выступая против вооружённого вмешательства Соединённых Штатов Америки во Вьетнам и Ирак.
Выступил против инициированного процесса беатификации Папы Иоанна Павла II. В 2005 году присоединился к десяти другим теологам, чтобы обратиться к католикам, с критикой процесса канонизации и с просьбой высказать свою обеспокоенность.
На выборах 2006 года голосовал за Партию итальянских коммунистов, на выборах в Европарламент 2009 года отдал предпочтение включавшему её Антикапиталистическому списку.
На момент смерти уже не был членом католического духовенства. Был женат на японской учительнице Юкико Уэно, последовательнице светско-буддистской группы Сока Гаккай, с которой познакомился в Никарагуа в конце 1980-х. Брак был отмечен гражданской церемонией в посольстве Италии в Токио.

## Работы
- La terra è di Dio (1973 год)
- Omelie a S. Paolo fuori le mura (1974 год)
- Il posto della fede (1977 год)
- Il diavolo mio fratello (1986 год)
- Le tentazioni di Cristo (1990 год)
- La solitudine del samaritano (1993 год)
- Farete riposare la terra (1996 год)
- Giobbe, l’ultima tentazione (1998 год)
- Lo strappo nel cielo di carta (1999 год)
- Anche il cielo è di Dio (2000 год)
- Ofelia e le altre (2001 год)
- La morte condivisa (2002 год)
- Del rigore e della misericordia (2005 год)